# Fryderyk Wilhelm Kettler
Fryderyk Wilhelm Kettler niem. Friedrich Wilhelm Kettler (ur. 19 lipca 1692, zm. 22 stycznia 1711 Kipene (Kippingshof) w Ingermanii) – książę Kurlandii i Semigalii w latach 1698–1711, lennik Rzeczypospolitej Obojga Narodów.

## Życiorys
Był synem Fryderyka Kazimierza Kettlera i Elżbiety Zofii Hohenzollern. Tron kurlandzki objął w wieku 6 lat. O regencję nad małoletnim chłopcem wybuchł spór pomiędzy jego matką, stryjem Ferdynandem Kettlerem a stanami kurlandzkimi. Zgodnie z „Formula Regiminis” w przypadku małoletności władcy regencję miała sprawować Rada Książęca (Oberrat). Jednakże książę Ferdynand będący w dobrych relacjach z królem Augustem II Mocnym, 18 stycznia 1698 roku uzyskał edykt wyznaczający go regentem. W sprawę wmieszał się dodatkowo wuj Fryderyka- Fryderyk III elektor brandenburski, który wymógł na królu polskim ustanowienie matki księcia-współregentką i powierzając jej wychowanie syna.  W 1701 roku w wyniku klęski wojsk koalicji księstwo zajęły wojska króla Karola XII. W następstwie najazdu szwedzkiego Fryderyk wraz z matką uciekł do Berlina. Był świadkiem koronacji swojego wuja Fryderyka I na króla Prus w Królewcu. Otrzymał też Order Orła Czarnego. Identycznie jak ojciec studiował też na Uniwersytecie w Erlangen. W wieku 15 lat napisał historię domu Hohenzollernów (druk 1707 r.). W wyniku porozumienia (1709) Fryderyka I i Piotra Wielkiego Fryderyk Wilhelm miał powrócić z wygnania na tron kurlandzki po zaślubieniu Anny Romanowej. Do Kurlandii Fryderyk Wilhelm powrócił w maju 1710 r. Podjął wysiłki na rzecz odbudowy księstwa oraz ustanowił  jedyny order kurlandzki „Ordre de la Reconaissance”. 13 czerwca 1710 roku przedstawiciele księcia zawarli z Rosją sojusz, który przypieczętowało małżeństwo księcia z Anną Romanową zawarte 11 listopada 1710 r. w Petersburgu. Zmarł  21 stycznia 1711 roku w czasie powrotu z Rosji stając się ofiarą szalejącej wówczas zarazy. Pochowano go w Mitawie. Śmierć obiecującego władcy zapoczątkowała okres uzależnienia Kurlandii od Rosji, trwającej do końca istnienia księstwa. Jego następcą został ostatni żyjący z Kettlerów- stryj Ferdynand, który jednak w wyniku konfliktu ze stanami nigdy nie objął władzy w księstwie, rządząc poprzez instrukcje wysyłane z Gdańska, w którym przebywał. Anna Romanowa- wdowa po księciu przybyła do Kurlandii aby odebrać pokaźną oprawę wdowią, przyrzeczoną w umowie ślubnej. Wobec niemożności jej uzyskania-kraj był wyniszczony po wojnie-pozostała w Kurlandii a wraz z nią Piotr Bestużew-od tej pory faktyczny władca Kurlandii z ramienia cara Piotra I.

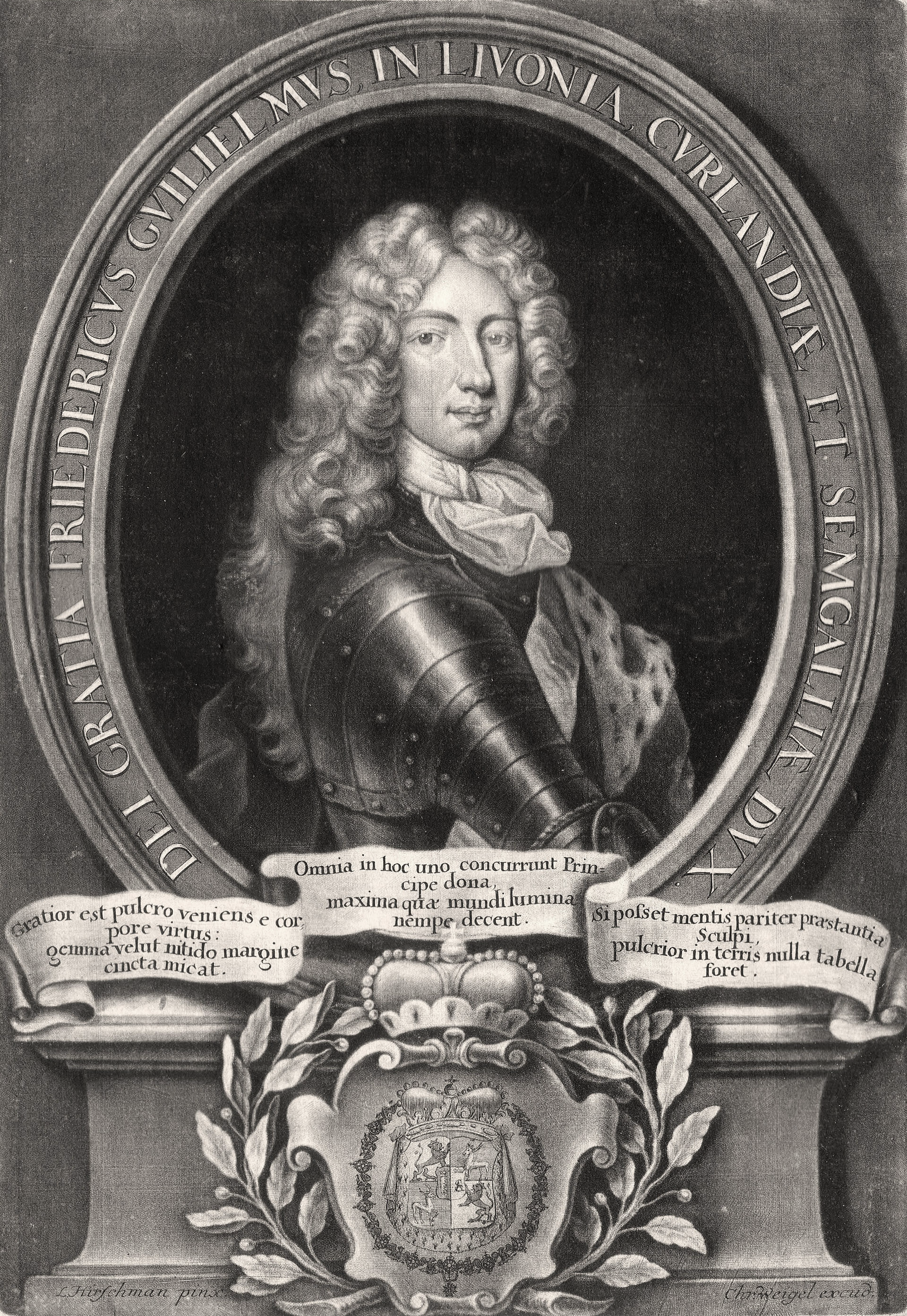
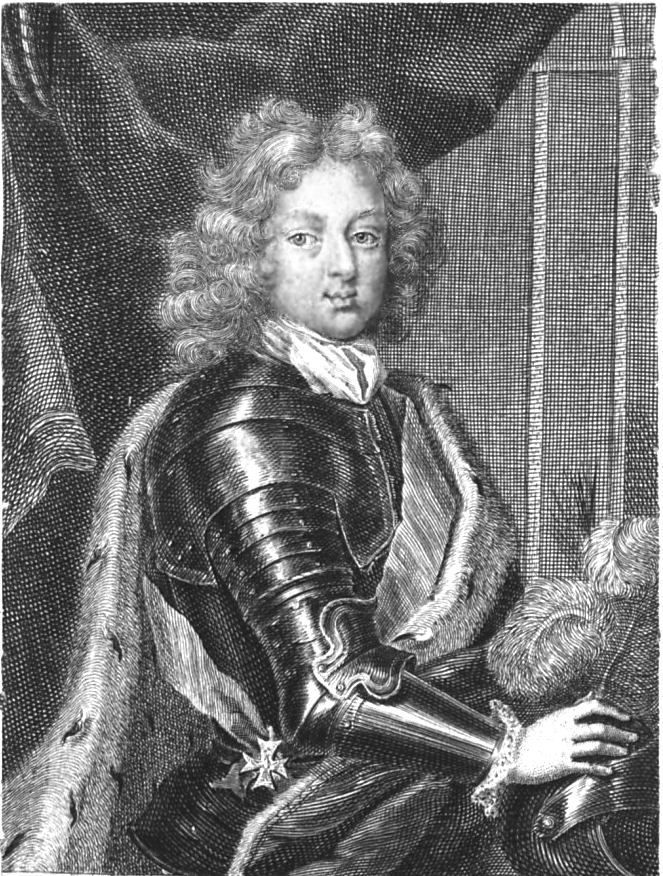
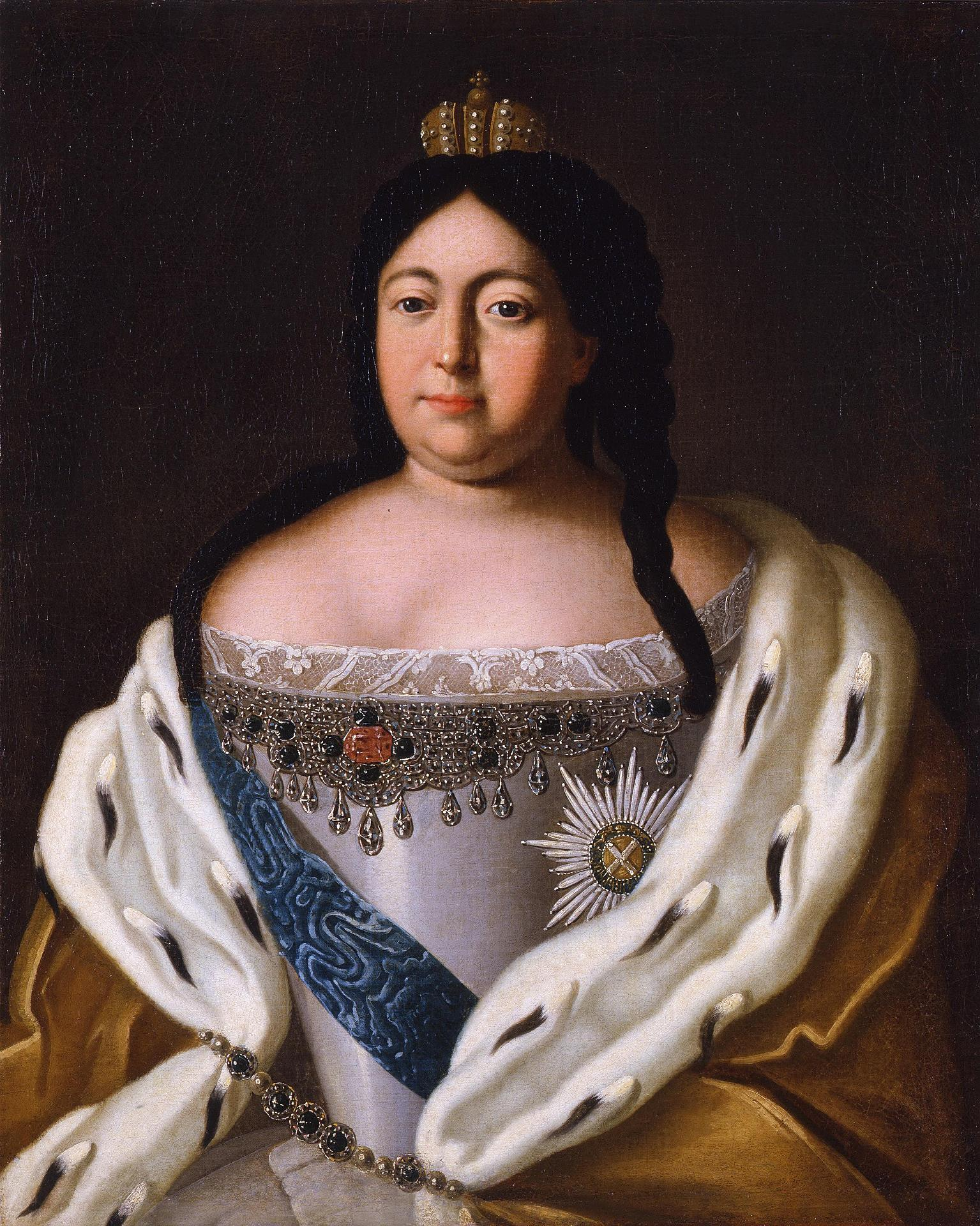
Anna Romanowa-żona księcia